# Alexandru Lapedatu

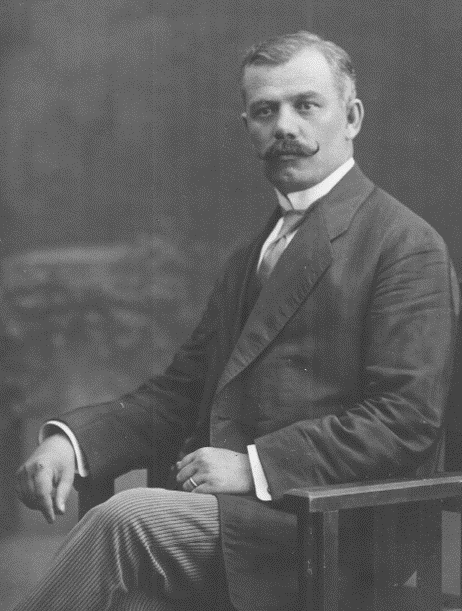
Alexandru Lapedatu

Alexandru Lapedatu (* 14. September 1876 in Săcele, Österreich-Ungarn, heute Rumänien; † 30. August 1950 in Sighetu Marmației, deutsch Marmaroschsiget, Rumänien) war ein rumänischer Politiker und Historiker. Er war rumänischer Minister für Kulte und Künste und Staatsminister Rumäniens (in unterschiedlichen Regierungen, 1923 bis 1937), Präsident des Rumänischen Senats (1936–1937) und Präsident der Rumänischen Akademie (1935–1938).

## Leben

### Herkunft und Familie
Alexandru Lapedatu war der Sohn von Ioan Alexandru Lapedatu. Dieser war Lehrer für klassische Sprachen am griechisch-orthodoxen Gymnasium von Brașov (Kronstadt), dem heutigen Nationalen Kolleg „Andrei Șaguna“, sowie ein rumänischer Dichter, Prosaautor und Publizist in Siebenbürgen. Alexandru Lapedatu hatte einen Zwillingsbruder, Ion Lapedatu – Politiker und Ökonom, rumänischer Finanzminister, Gouverneur der Rumänischen Nationalbank und Ehrenmitglied der Rumänischen Akademie. Sein Vater starb, als er eineinhalb Jahre alt war.
Lapedatu heiratete 1911 die verwitwete Victoria Pană, die zwei Kinder aus ersten Ehe mitbrachte. Mit ihr hatte er eine Tochter.

### Studium und beruflicher Werdegang
Lapedatu besuchte die Grundschulen in seiner Heimatgemeinde und in Brașov, anschließend das Gymnasium in Iași, das griechisch-orthodoxe Gymnasium in Brașov und das Zentrale Kolleg von Iași, wo er 1896 das Abitur ablegte. Es folgte sein Studium an der Universität Bukarest, das er u. a. mit Nachhilfestunden finanzierte und 1903 abschloss. 1910 erwarb er das Diplom in Geografie und Geschichte mit „magna cum laude“. Preisgekrönte Veröffentlichungen machten ihn schon in seiner Studienzeit bekannt.
Von 1903 bis 1908 war er angestellt in der Abteilung „Manuskripte“ der Bibliothek der Rumänischen Akademie und wirkte gleichzeitig als Ersatzlehrer an der Bukarester Eliteschule Sfântul Sava.
1904 wurde Lapedatu zum Sekretär und 1914 zum Mitglied der Kommission für historische Denkmäler ernannt, wo er 1919 Vorsitzender der Abteilung Siebenbürgen und 1941 Präsident wurde. Dieses Amt übte er bis zur Auflösung dieser Kommission durch die kommunistische Regierung im Jahr 1948 aus.
Von 1919 bis 1940 war Lapedatu Professor für alte rumänische Geschichte an der neu gegründeten rumänischen Universität in Cluj, wo er gemeinsam mit dem Historiker Ioan Lupaș das Nationale Institut für Geschichte gründete (heute Institut für Geschichte „Gheorghe Barițiu“ der Rumänischen Akademie), und dies als Ko-Direktor bis 1938, bzw. Ehrendirektor (1943–1945) leitete.
Lapedatu wirkte in zahlreichen von der Regierung gebildeten Ausschüssen und war Mitglied von kulturellen Vereinen. 1921 hatte er den Vorsitz der Kommissionen für die Organisation der Museen und Archive Siebenbürgens inne und war 1923–1924 Generaldirektor der Rumänischen Staatsarchive. 1925 war er ständiger Vertreter der Präfektur des Kreises Cluj im Komitee der Gesellschaft des Siebenbürgischen Museums (Erdélyi Muzeum Egyesület).
1910 wurde Lapedatu zum korrespondierenden und 1918 zum Vollmitglied der Rumänischen Akademie, Abteilung Geschichte, gewählt. Er war Vizepräsident (1934–1935, 1938–1939), danach Präsident (3. Juni 1935–31. Mai 1938), und anschließend Generalsekretär der Rumänischen Akademie (1939–1948). Bei der kommunistischen Säuberung der Institution wurde ihm im August 1948 die Mitgliedschaft entzogen, ihm aber post mortem im Jahr 1990 wieder zuerkannt.

### Späte Jahre und Tod
Im Jahr 1950 strich das kommunistische Regime Lapedatus Rente und ließ ihn ohne Einkünfte. In der Nacht 5./6. Mai 1950 wurde er mit der Gruppe der „Würdenträger“ verhaftet. Er starb am 30. August 1950 im Gefängnis von Sighetu Marmației, wo heute das Memorial Sighet an die Opfer des Kommunismus und des antikommunistischen Widerstands in Rumänien erinnert. Er wurde anonym in einem Massengrab beerdigt. Sein Kenotaph befindet sich am Friedhof „Groaveri“ in Brașov.

## Internationales Wirken

### Verlagerung des rumänischen Staatsschatzes nach Russland
Als 1917 die Armee der Mittelmächte Bukarest besetzte, flüchtete die Regierung Rumäniens nach Iași, und beschloss, den Staatsschatz nach Russland zu verlegen. Lapedatu wurde beauftragt, den zweiten Transport zu begleiten, mit welchem auch Kunstgegenstände und historische Sammlungen der Rumänischen Akademie befördert wurden. Er begab sich im Juli auf die Reise nach Moskau, wo er bis zum 19. Dezember 1917 blieb. Seine Erlebnisse der Besetzung der Stadt durch die Bolschewiki dokumentierte er in einem Tagebuch. Rumänien konnte nur Teile des Staatsschatz aus Russland zurückbringen, die Frage ist heute noch offen.

### Teilnahme an Konferenzen
Lapedatu gehörte zur rumänischen Delegation für die Pariser Friedenskonferenz 1919, verfasste mehrere Standpunkt-Dokumente, nahm an Verhandlungsrunden teil und war bei der Unterzeichnung des Friedensvertrags von Versailles anwesend. Er kam noch zweimal nach Paris: für die Vorbereitung der Verhandlungen über Bessarabien, bzw. für die Verhandlungen mit Ungarn, die durch den Vertrag von Trianon geschlossen wurden.
1922 war er Berater der rumänischen Delegation bei der Konferenz von Genua. 1939 war er Mitglied der rumänischen Delegation bei den Interparlamentarischen Konferenzen von Rom (1936), Paris (1937) und Oslo (1939).

## Politisches Wirken
Während des Ersten Weltkrieges wurde Lapedatu 1916 in Bukarest Sekretär des Hilfskomitees für die Flüchtlinge aus Siebenbürgen, dem Banat und der Bukowina (Buchenland). Im Januar 1918 war er in Odessa Mitbegründer des Nationalen Komitees der aus Österreich-Ungarn geflüchteten Rumänen, wurde dessen Vorsitzender und verfasste in dieser Position einen Beitrag für den Vorsitzenden der Nationalliberale Partei, Ion I. C. Brătianu, als Vorbereitung auf die antizipierten Friedensverhandlungen von Versailles. Daraufhin folgte seine Ernennung in die rumänischen Delegation nach Paris.
Ab 1920 war Lapedatu Mitglied der National-Liberalen Partei (PNL) und wurde in das Zentralkomitee und in die ständige Vertretung gewählt. Er wurde zum Anführer der Liberalen in Siebenbürgen.
Lapedatu ist der erste von der Universität in Cluj gewählte Vertreter im Senat Rumäniens (1919–1920). 1922 kandidierte er erstmals erfolgreich für die Abgeordnetenkammer, in den weiteren Legislaturperioden wurde er entweder in die Abgeordnetenkammer oder in den Senat gewählt, wurde Präsident des rumänischen Senats (1936–1937) und Senator auf Lebenszeit, bis Ion Antonescu 1940 das Parlament auflöste.
Lapedatu war in sechs Regierungen Minister für Künste und Kulte. Gelegentlich wirkte er als Minister ad-interim für Arbeit, Kooperation und Sozialversicherungen (1927), oder übernahm den Fachbereich Minderheiten (1936). In vier Regierungen war er Staatsminister. Als Staatsminister für Siebenbürgen in der Regierung I.G. Duca war er Mitunterzeichner des Amtsblattes des Ministerrats vom 9. Dezember 1933, durch welches die faschistische Gruppe „Garda de fier“ (Eiserne Garde) verboten wurde.
1946 wurde er ein letztes Mal in die Abgeordnetenkammer gewählt und gewann dabei in den unter sowjetischem Druck stark verfälschten Wahlen eines der sehr wenigen Mandate, die nicht an die Kommunisten und deren Verbündete gingen. Dieses kam nicht mehr zum Tragen, weil das Parlament wenig Zeit danach ausgelöst und durch die kommunistische Nationalversammlung ersetzt wurde.

### Kulturpolitik im vereinigten Rumänien

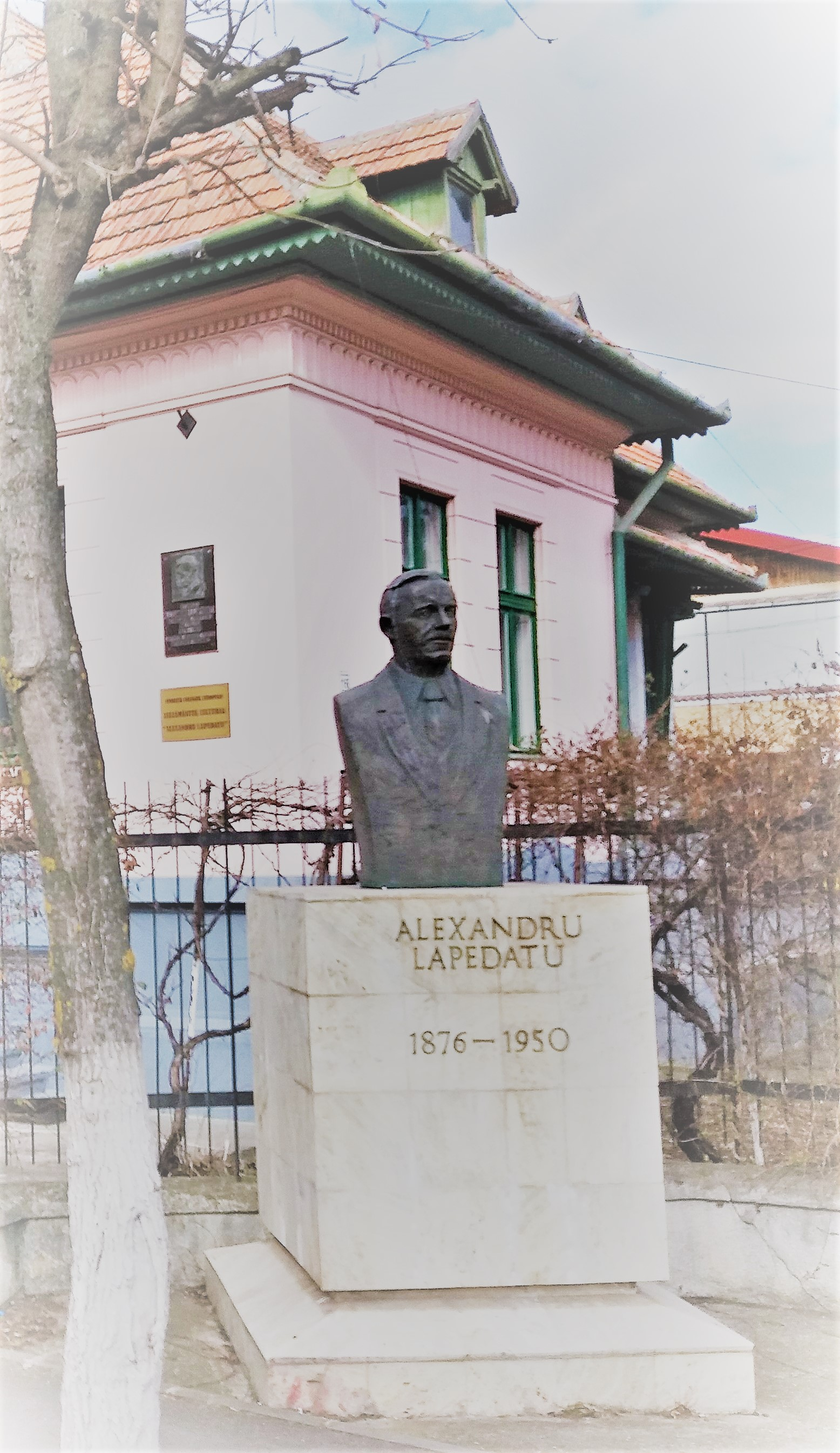
Alexandru Lapedatu Stiftung, Buste, in Cluj-Napoca, Rumänien

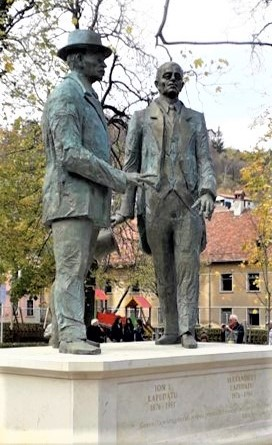
Doppelmonument der Brüder Lapedatu in Brașov, Rumänien

Lapedatu verstand die Kulturpolitik als Instrument zur Errichtung eines vereinten Rumäniens. Im Rahmen seiner Funktionen in der Kommission für historische Denkmäler erarbeitete er schon 1911 Grundsätze für die Konservierung und Restaurierung der Denkmäler. Von 1929 bis 1948 unternahm die Abteilung Siebenbürgen der Kommission unter seiner Führung über 240 Projekte für die Konservierung und Restaurierung des rumänischen Patrimoniums aber auch für Denkmäler der ungarischen und sächsischen Minderheiten.
Als Minister der Kulte und Künste bewirkte und/oder unterstützte er die Entstehung von über 30 Museen, sowie die Errichtung von mehr als 20 öffentlichen Denkmälern, die rumänischen historischen und kulturellen Persönlichkeiten und Ereignissen gewidmet waren. Er legte dem Parlament ein Gesetz für die Organisation und Verwaltung der nationalen Theater vor, das 1926 verabschiedet wurde. Außerdem rief er nationale Preise für Literatur und Kunst ins Leben.

### Das Regime der Kulte in Rumänien
Lapedatu wurde 1923 zum Minister der Kulte und Künste ernannt, mit der Hauptaufgabe, das Regime der Kulte in Rumänien gesetzlich festzulegen. Die Schwierigkeiten bestanden einerseits darin, dass die Verfassung von 1923 die Gleichheit aller Kulte vorsah, aber zwei „rumänischen“ Kulten eine privilegierte Stellung versprach; andererseits darin, dass 12 anerkannte Kulte mit großen Unterschieden von Region zu Region vorhanden waren.
Lapedatu legte zuerst einen Gesetzentwurf vor, wodurch die Rumänisch-Orthodoxe Kirche zum Patriarchat erhoben werden sollte; ein weiterer Gesetzentwurf sollte die selbstgeschriebene Satzung dieser Kirche adoptieren. Beide Gesetze wurden vom Parlament 1925 gebilligt.
Im Januar 1926 verhandelte Lapedatu in Zusammenarbeit mit dem Außenministerium den Text eines Konkordats mit dem Heiligen Stuhl, dessen kirchliche Autorität erkannt wurde ohne dabei die Souveränität Rumäniens zu verletzen; er wurde einige Monate später von Lapedatus Nachfolger Vasile Goldiș unterzeichnet.
Nachdem diese zwei Ausnahmefälle geregelt waren, und die Prärogative des Staates nicht mehr in Frage gestellt werden konnten, legte Lapedatu 1928 dem Parlament einen Gesetzentwurf über das allgemeine Regime der Kulte in Rumänien vor. Das Gesetz wurde mit breiter Mehrheit angenommen und blieb bis 1948 bestehen.

## Auszeichnungen

### Inländische Auszeichnungen
- Jubiläumsmedaille Carol I, 1905
- Medaille Bene Merenti des Königshauses, Grad: Offizier oder II. Klasse, 1909
- Orden Stern von Rumänien, Grad: Kommandeur, 1922
- Orden der Krone von Rumänien, Grad: Großkreuz, 1926
- Orden Bene Merenti des Königshauses, Grad: Kommandeur oder I. Klasse, 1928
- Medaille „Würdigung der Arbeit für das Bildungswesen“ I. Klasse, 1930
- Ehrung „Würdigung der Arbeit von 25 Jahren im Staatsdienst“, 1931
- Orden „Kulturelles Verdienst für Sprache und Literatur“, Grad: Offizier oder I. Klasse, 1931
- Medaille „Peleș“, 1933
- Ehrung „Adler Rumäniens“, Grad: Kommandeur oder II. Klasse, 1933
- Orden Ferdinand I., Grad: Offizier, 1934
- Jahrzehntmedaille des Königs Carol I., 1939
- „Für Verdienste an der Ausstattung der Armee“, Ehrung durch den Minister für die Ausstattung der Armee, 1940
- Orden und Medaille „Kulturelles Verdienst“, Grad: Kommandeur, 1943

### Ausländische Auszeichnungen
- Verdienstkreuz des Heiligen Gabs mit Schleife, Jerusalem, 1924
- Orden Polonia Restituta, Klasse Großkreuz, 1925
- Medaille Nationaler Orden der Ehrenlegion, Grad: Kommandeur, Paris, 1927
- Orden der Krone von Italien, Grad: Großkreuz, 1928
- Orden Heiliger Gregorius der Große, Grad: Großkreuz (für Laien), 1929
- Orden des Weißen Löwen, Grad: Großkreuz, 1937
- Orden der Krone von Jugoslawien, Grad: Großkreuz, 1937[10]

## Öffentliche Ehrungen (Auswahl)
Straßen in Cluj-Napoca, Brașov und Săcele wurden nach Alexandru Lapedatu benannt, sein Name ist im Goldenen Buch der Spender der Zentralen Universitätsbibliothek „Lucian Blaga“ von Cluj-Napoca eingetragen, wo der Lesesaal der Lehrkräfte seinen Namen trägt. Im ehemaligen Haus Lapedatus in Cluj-Napoca sind heute die Kulturstiftung Alexandru Lapedatu und die Stiftung Europäisches Kolleg ansässig. Vor dem Haus wurde Lapedatus Büste aufgestellt.
Sein Name steht auf Gedenktafeln in der Rumänischen Akademie, an seinem Geburtshaus in Săcele, in den Foyers der Eliteschulen Andrei Șaguna und Sfântul Sava. In Brașov wurde 2019 ein Doppelmonument der Gebrüder Ion und Alexandru Lapedatu errichtet.

## Schriften (Auswahl)
Die Liste der von Alexandru I. Lapedatu veröffentlichten wissenschaftlichen Arbeiten umfasst 424 Titel.
- Vlad-Vodă Călugărul. 1482–1496. Atelierul grafic I. V. Socecŭ, Bucureşti 1903.
- Scurtă privire asupra cestiunii conservării şi restaurării monumentelor istorice în România. Inst. de Arte Grafice Carol Göbl, S-sor I. St. Rasidescu, Bucureşti 1911.
- Monumentele noastre istorice în lecturi ilustrate alese, orânduite şi publicate pe seama tinerimei şcolare. Inst. de Edit. şi Arte Grafice Flacăra, Bucureşti 1914.
- Un mănunchi de cercetări istorice, Inst. de Arte Grafice C. Sfetea, Bucureşti 1915.
- La Roumanie devant le Congrès de la Paix, Ed. Dubois et Bauer, Paris 1919.
- Monsieur de Saint-Aulaire et les Roumaines réfugiés de l'Autriche-Hongrie pendent la grande guerre, Imprimerie SOCEC & Co S.A., Bucarest 1930.
- Scrieri alese. Articole, cuvîntări, amintiri, Editura Dacia, Cluj-Napoca 1985.
- Amintiri, Hrsg.: Ioan Opriș, Editura Albastră, Cluj-Napoca 1998.